# Leslie Andrew Garay
Leslie Andrew Garay (Hongarije, 1924-2016) was een Amerikaanse botanicus die was gespecialiseerd in orchideeën. Hij was directeur van het Oakes Ames Orchid Herbarium, een herbarium van de Harvard-universiteit.

## Levensloop
Garay was gedurende vijftig jaar beheerder van het Oakes Ames Orchid Herbarium. In die tijd heeft hij de definitie en samenstelling van verschillende geslachten van de orchideeënfamilie herzien, zoals die van Sobralia (1959), Elleanthus (1963), Acineta (1979) en Palmorchis (1979).
Verder heeft hij een aantal nieuwe geslachten voorgesteld, zoals Chaubardiella (1969) (met soorten van de geslachten Stenia, Kefersteinia, Chondrorhyncha en Chaubardia), Amesiella (1972) (met de soort Angraecum philippinensis van het Afrikaanse geslacht Angraecum), en Chamelophyton.

## Eponiemen
Brieger vernoemde het orchideeëngeslacht Garayella naar Garay.

## Boeken
- L.A. Garay & H.R. Sweet, 1966: Natural & Artificial hybrid generic names of orchids, 1887-1965. Botanical Museum leaflets, Harvard University. 212 pp.
- L.A. Garay & H.R. Sweet, 1974: Flora of the Lesser Antilles: Orchidaceae. Ed Amer Orchid Soc ISBN 9994116177
- L.A. Garay & H.R. Sweet, 1974: Orchids of Southern Ryukyu Islands. Ed Botanical Museum, Harvard University. 180 pp.
- G.C.K. Dunsterville & L.A. Garay, 1979: Orchids Venezuela. 3 volumes. Publ. Oakes Ames Orchid Herbarium of the Botanical Museum of Harvard University. Cambridge, MA
- L.A. Garay, 1979: Systematics of the genus Stelis SW. Harvard University. Botanical museum leaflets. 259 pp.
- L.A. Garay, C.P. Barrett, L.D. Anderson & O. Robinson, 1989: Index to the Orchid Herbarium of Oakes Ames in the Botanical Museum of Harvard University. Ed Chadwyck-Healey. 204 pp. ISBN 0898870801

- Bibsys: 90116723
- Author citation (botany): Garay
- CiNii: DA09448354
- Gemeinsame Normdatei: 1057146609
- International Standard Name Identifier: 0000 0000 8227 1015
- Library of Congress Control Number: n88669403
- Nederlandse Thesaurus van Auteursnamen: 073812153
- Réseau des bibliothèques de Suisse occidentale: 02-A003278668
- SNAC: w6j54fw2
- Système universitaire de documentation: 108796515
- Museum of New Zealand Te Papa Tongarewa: 51475
- Virtual International Authority File: 48350619
- WorldCat: E39PBJw4CWhgv4PVcKMcvmwQv3